# Organologie

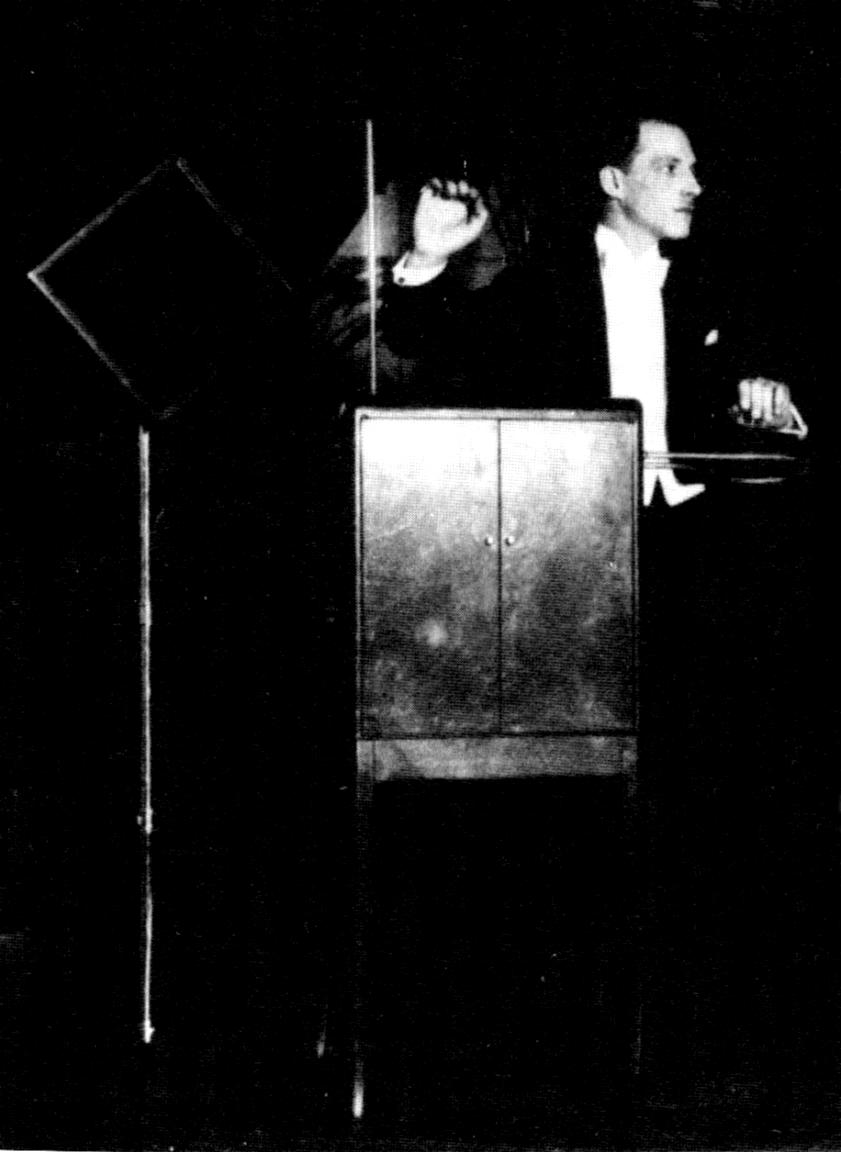
Léon Theremin, 1924

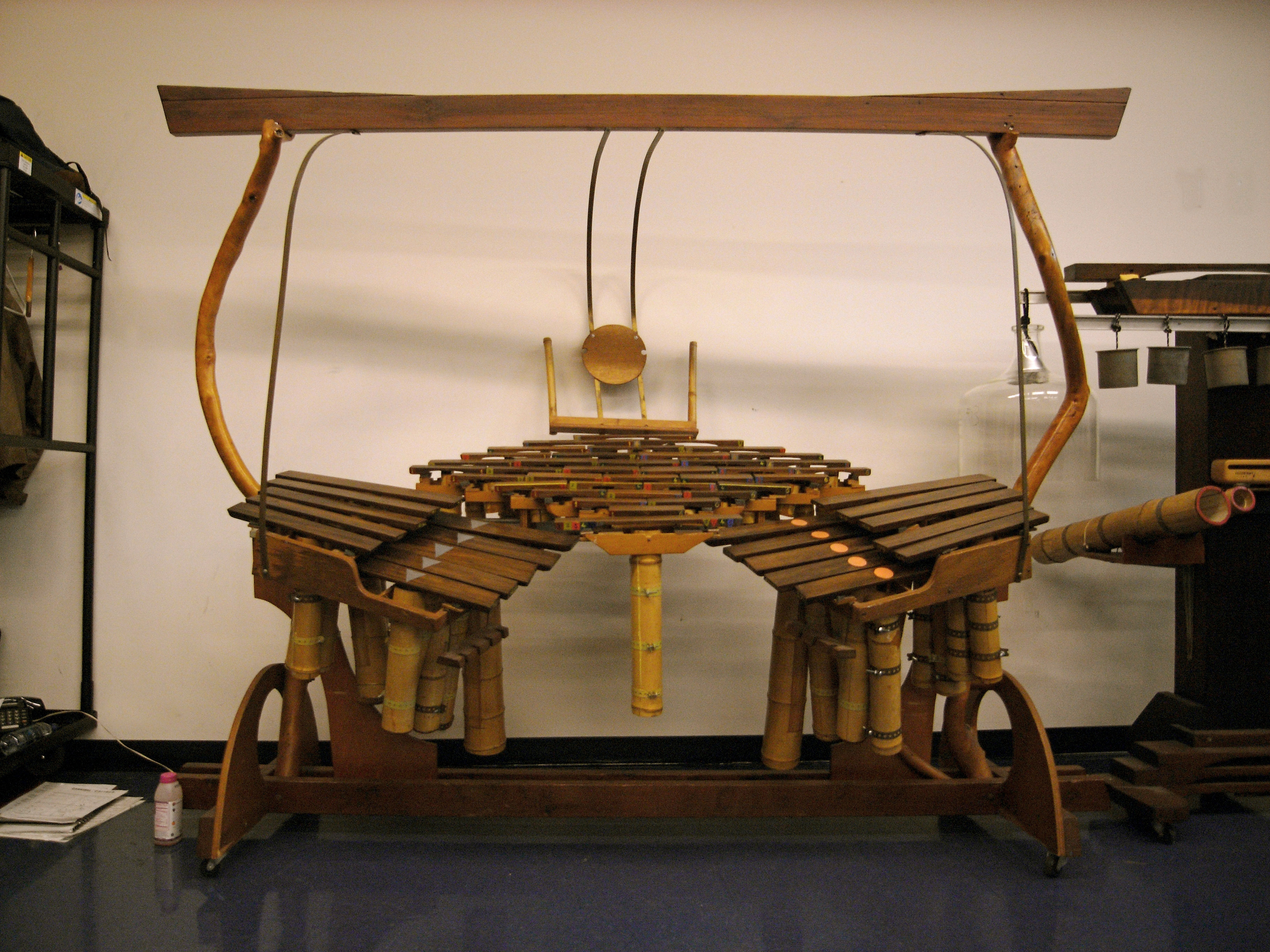
Quadrangularus Reversum, Harry Partch ±1960

L’organologie (du grec ancien ὄργανον (organon) « instrument » et de λόγος (logos) « discours ») a pour objet l'étude des instruments de musique et leur histoire. Elle est basée dès l'origine sur les examens et les analyses iconographiques, picturaux, sculpturaux et manuscrits des recherches musicologiques et ethnomusicologiques dans les cultures et les civilisations du monde entier. Ses domaines sont larges et  étendus, de l'archéologie aux technologies les plus modernes en passant par la restauration et la classification des instruments. Cette discipline scientifique qui naît au XVIIe siècle est une composante de la musicologie et de l’ethnomusicologie, dans ce dernier cas on parle d’ethno-organologie.

## Classification
La classification actuelle, dérivée de la classification de Mahillon et systématisée par Erich von Hornbostel et Curt Sachs en 1914 (voir l'article Système Hornbostel-Sachs), qui est présentée à tort comme étant d’origine indienne, est en fait une évolution de l’ancienne classification ternaire historique en « cordes, vents et percussions ». Celle-ci, imaginée au tournant du Ve siècle par Cassiodore (œuvre : Institutiones musicae dont la valeur symbolique religieuse qui a présidé à cette tripartition instrumentale a surtout comme but d'établir une morale chrétienne) est immédiatement reprise par son parent Boèce (traité : De Institutione Musica rédigé vers 510). Pierre Trichet remarque dans son Traité des instruments de musique vers 1640 que cette classification est insatisfaisante puisque certains instruments sont mixtes (arc musical, guimbarde, tambour à friction tournoyant). Des classifications plus anciennes ont existé, notamment classification selon huit matériaux en Chine dès le 23e siècle avant notre ère : métal (trompette, cloche), pierre (flûte, lithophone), bois (flûtes, hautbois), terre cuite (ocarina, tambour en terre), bambou (flûtes), peau (tambour), calebasse (sheng), soie (cordes).
Plusieurs systèmes de classification internationale sont proposés, principalement la classification en quatre classes de Victor-Charles Mahillon: instruments autophones, à membranes, à vent, à cordes. Ce dernier se serait inspiré, en 1878, dans son Essai de classification méthodique de tous les instruments anciens et modernes, du traité indien Nâtya-shâstra. Mahillon est un facteur d'instruments, premier conservateur du  Musée des instruments de musique de Bruxelles et l'auteur des Eléments d'acoustique musicale et instrumentale, édités en 1874 (Bruxelles, Manufacture générale d'instruments de musique), repris dans son Catalogue descriptif et analytique du musée instrumental du Conservatoire royal de Bruxelles, Gand, C. Annoot-Braeckman, 1880, p. 3-5, réédité en 1978 à Bruxelles par "Les amis de la musique", l'une des premières approches occidentales de ce domaine.
La classification de Hornbostel-Sachs, élaborée en 1914 par Curt Sachs (1881-1959) et Erich von Hornbostel (1877-1935), concerne exclusivement les instruments acoustiques. Toutefois, il existe des instruments rebelles à cette classification, parce qu'ils appartiennent à plusieurs catégories ou répondent à plusieurs critères. Le Système Hornbostel-Sachs propose une classification quadripartite des instruments, basée sur la manière dont les sons sont produits et plus précisément sur la nature du matériau vibrant. En voici une présentation simplifiée :
- Cordophones - les cordes ou instrument à cordes, classés selon des critères de structure plutôt que selon les modes de jeu (cordes frottées, pincées ou frappées) parce que certains instruments peuvent être joués de plusieurs manières (violon joué par l'archet ou pizzicato, par exemple).
- Aérophones - les vents ou instruments à vent, classés en fonction du mode de mise en vibration : 
  - à biseau (flûtes...) ;
  - à anche libre (accordéon...) ;
  - à anche double (hautbois... ) ;
  - à anche battante (clarinette...) ;
  - à embouchure (trompette...).
- Membranophones - à 1 ou 2 membrane(s) mise(s) en vibration par percussion ou par friction
- Idiophones - dans ce dernier cas le matériau en mouvement est naturellement "élastique", alors que dans le cas des cordophones et des membranophones l'élasticité n'est obtenue que par la tension. Xylophone et castagnettes, par exemple, sont des idiophones.

Cette classification a été complétée de nouvelles rubriques pour prendre en compte les instruments électriques et/ou électroniques inventés depuis le XXe siècle :
- Instrument électromécanique
- Instrument électroanalogique
- Instrument numérique